# Glencoe (Oklahoma)
Glencoe és un poble dels Estats Units a l'estat d'Oklahoma. Segons el cens del 2000 tenia 583 habitants.

## Demografia
Segons el cens del 2000, Glencoe tenia 583 habitants, 233 habitatges, i 164 famílies. La densitat de població era de 284,9 habitants per km².
Dels 233 habitatges en un 34,8% hi vivien nens de menys de 18 anys, en un 57,5% hi vivien parelles casades, en un 11,6% dones solteres, i en un 29,2% no eren unitats familiars. En el 27% dels habitatges hi vivien persones soles el 12,4% de les quals corresponia a persones de 65 anys o més que vivien soles. El nombre mitjà de persones vivint en cada habitatge era de 2,5 i el nombre mitjà de persones que vivien en cada família era de 3,02.
Per edats la població es repartia de la següent manera: un 27,6% tenia menys de 18 anys, un 8,7% entre 18 i 24, un 27,1% entre 25 i 44, un 23,2% de 45 a 60 i un 13,4% 65 anys o més.
L'edat mediana era de 37 anys. Per cada 100 dones de 18 o més anys hi havia 80,3 homes.
La renda mediana per habitatge era de 30.658 $ i la renda mediana per família de 35.769 $. Els homes tenien una renda mediana de 24.219 $ mentre que les dones 20.938 $. La renda per capita de la població era de 12.643 $. Entorn del 6,4% de les famílies i el 8,1% de la població estaven per davall del llindar de pobresa.

## Poblacions més properes
El següent diagrama mostra les poblacions més properes.